# K2-59
K2-59, EPIC 206027655 — одиночная звезда в созвездии Водолея на расстоянии приблизительно 1029 световых лет (около 315 парсек) от Солнца. Видимая звёздная величина звезды — +14,23m.
Вокруг звезды обращается, как минимум, две планеты.

## Характеристики
K2-59 — оранжевый карлик спектрального класса K0V. Масса — около 0,774 солнечной, радиус — около 0,731 солнечного, светимость — около 0,219 солнечной. Эффективная температура — около 4891 К.

## Планетная система
В 2016 году командой астрономов, работающих с фотометрическими данными в рамках проекта Kepler K2, было объявлено об открытии двух планет: K2-59 b и K2-59 c.